# Maladrerie Saint-Lazare (Tours)
Pour les articles homonymes, voir Maladrerie Saint-Lazare.
La maladrerie Saint-Lazare est un ancien établissement de Tours destiné à accueillir les lépreux puis les pestiférés du XIIe siècle au XVIIe siècle. La chapelle Saint-Lazare est le seul vestige de cet établissement. Il a été inscrit à l'inventaire des monuments historiques le 27 janvier 1987.
Cet édifice privé ne se visite pas. Il est situé à la limite du quartier Sanitas, lequel doit notamment son nom à cet établissement. 

## Localisation
L'ancienne maladrerie Saint-Lazare était située en bordure de l'actuelle rue Blaise-Pascal à Tours, à environ 250 m au sud de la gare SNCF. Ce site est connu pour avoir été occupé par l'homme depuis l'Antiquité : la rue Blaise-Pascal emprunte le tracé d'une ancienne voie desservant la ville gallo-romaine de Caesarodunum (cité qui a précédé Tours) en provenance du sud ; cette voie, surnommée « Chaussée des Césars » était peut-être même un ancien chemin gaulois ; au niveau même où sera implantée plus tard la maladrerie se trouvait une nécropole gallo-romaine du IIe siècle,.

## Histoire de la maladrerie

### La lèpre
Au sud de la ville, loin du centre, une léproserie, établissement destiné à accueillir les malades de la lèpre, est bâtie au XIIe siècle. La crainte de la contagion explique cet éloignement géographique.
La chapelle de la léproserie est dédiée à Lazare de Béthanie, protecteur des lépreux.
La décision de sa construction est attribuée au troisième concile du Latran (1179), qui s'efforce d'établir un statut social pour les lépreux, notamment en leur permettant d'assister aux offices religieux. Les fouilles archéologiques menées en 1993 ont mis en évidence un agrandissement de l'édifice à la fin du XIIe siècle. La léproserie regroupe la chapelle et plusieurs bâtiments dans lesquels logent les malades. Elle est réservée aux Tourangeaux de naissance.
Des fouilles entreprises en 1993 dans la chapelle ont permis l'exhumation de 57 squelettes dont la majorité montrait effectivement des attaques de la lèpre. L'ampleur de cette découverte fait de cette fouille le plus important chantier archéologique de France sur le site d'une léproserie.

### L'épidémie de peste noire
Au milieu du XIVe siècle, Tours est touchée par la grande épidémie de peste noire qui sévit alors en Europe. Comme la lèpre est, alors, en forte régression, la décision est prise de transformer la maladrerie en hôpital qui accueillera les pestiférés, mais le nom de « maladrerie » persistera. La situation géographique a peu changé depuis l'Antiquité et l'hôpital se situe toujours largement à l'écart du noyau urbain ; le quartier dans lequel il est implanté prendra progressivement le nom de Sanitas (« santé » en latin) ; cette dénomination perdure encore aujourd'hui.

### La résidence militaire et l'entrepôt

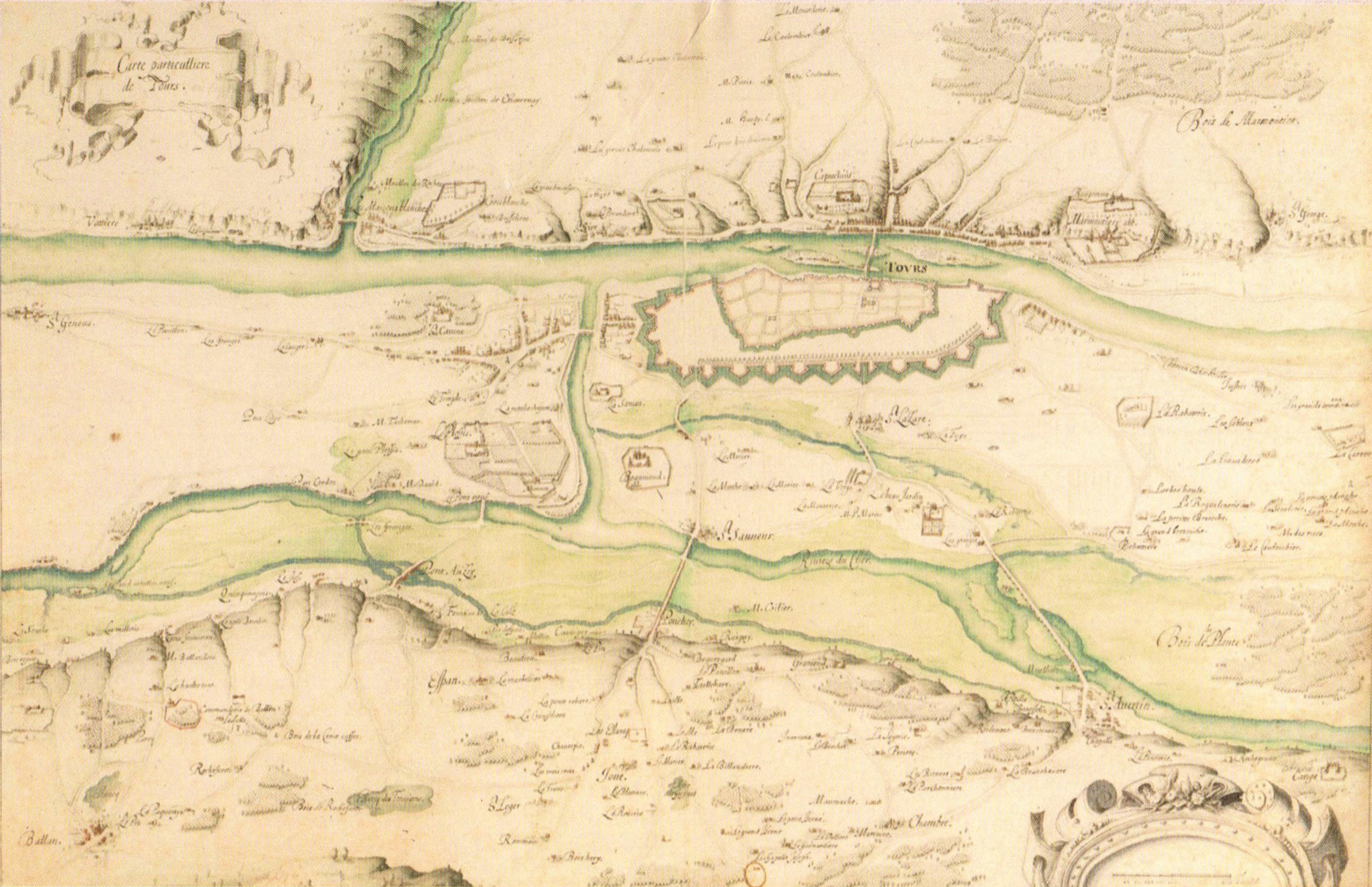
Mention de la chapelle Saint-Lazare sur un plan de Tours du XVII.

À la fin du XVIIe siècle, la peste disparaît totalement de la région. En 1672, un édit royal décrète que l'hôpital sera rattaché aux ordres de Notre-Dame du Mont Carmel et de Saint-Lazare de Jérusalem ; il deviendra une résidence d'officiers relevant de ces ordres. Le 11 juillet 1698, des lettres patentes de Louis XIV placent les bâtiments sous l'autorité de l'Hôtel-Dieu, dépendant du chapitre de la cathédrale Saint-Gatien de Tours. Au XVIIIe siècle, ces bâtiments sont transformés en entrepôts pour la mise en quarantaine des marchandises. La vocation « sanitaire » du site, toujours situé en dehors du périmètre urbain, est maintenue.

### La rupture de la Révolution française
À la Révolution, la maladrerie et la chapelle sont vendues comme biens nationaux. Les bâtiments sont vendus en deux lots. 

### La chapelle redécouverte
Après avoir été utilisée comme atelier à la fin du XIXe siècle, victime d'un incendie en 1910,, transformée en habitation et en dépôt, la chapelle est restée à l'abandon durant plusieurs décennies. Inscrite monument historique en 1987, objet de fouilles en 1993, la chapelle Saint-Lazare est réhabilitée lors de l'aménagement d'une résidence pour personnes âgées, inaugurée le 2 janvier 1997.

## Architecture de la chapelle Saint-Lazare

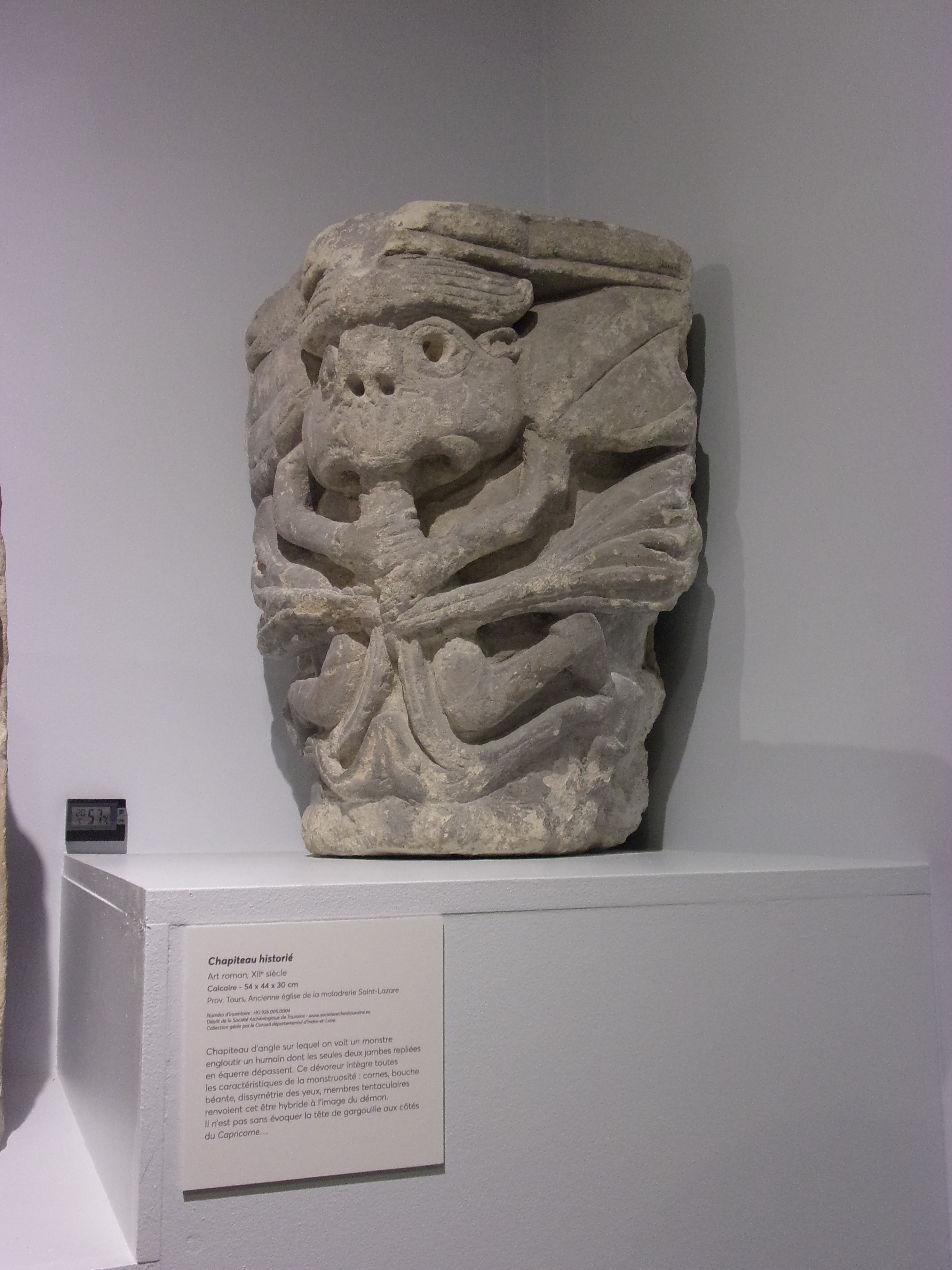
Ancien chapiteau roman de la maladrerie.

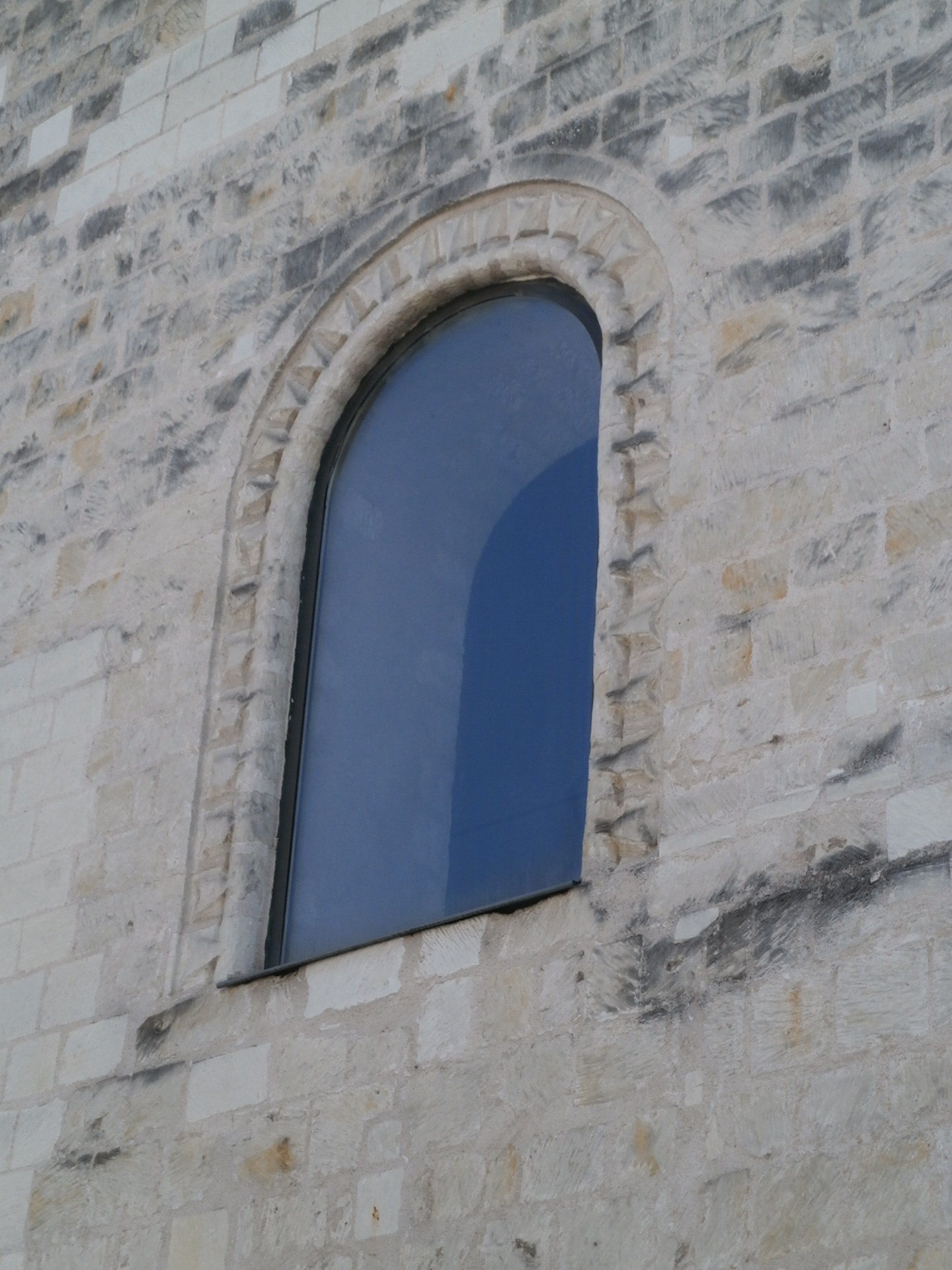
Détail d'une baie romane

La chapelle comprenait une nef principale de quatre travées terminée à l'est par une abside voûtée en cul-de-four. L'édifice mesurait alors 22 m de long sur 13 m de large. La chapelle fut agrandie par doublement de la nef à la fin du XIIe siècle. Tout cet ensemble a été détruit par l'incendie de 1910.
Ne subsiste plus aujourd'hui que la façade ouest de l'édifice, très remaniée, sur laquelle on peut encore voir une fenêtre en plein-cintre ornée d'un arc mouluré. Les façades extérieures de la chapelle, plaquées de murs modernes, ne laissent plus rien apparaître de leur architecture originelle. Subsistent à l'intérieur de l'église de beaux éléments de décor (chapiteaux à palmettes, restes d'arcs à décor de dents de scie) ; ils sont inaccessibles au public.

## Pour en savoir plus